# Sigh No More
Sigh No More es el segundo álbum de estudio de la banda alemana de power metal Gamma Ray, publicado en septiembre de 1991 por Noise Records. Uli Kusch (quien unos años después se uniría a  Helloween) reemplazó a Mathias Burchardt en la batería y Dirk Schlächter se unió a la banda tocando la guitarra, aunque después pasó a tocar bajo.

## Listado de canciones
1. "Changes" (L:Hansen/Wessel M:Hansen/Scheepers/Schlächter/Wessel)
2. "Rich And Famous" (Hansen)
3. "As Time Goes By" (Hansen/Sielck)
4. "(We Won't) Stop The War" (Hansen/Wessel)
5. "Father And Son" (L:Schlächter/Scheepers M:Schlächter)
6. "One With The World" (L:Hansen M:Hansen/Wessel)
7. "Start Running" (L:Scheepers M:Wessel)
8. "Countdown" (Hansen)
9. "Dream Healer" (L:Hansen/Scheepers M:Hansen)
10. "The Spirit" (L:Hansen/Scheepers M:Hansen/Wessel)

Pista adicional versión japonesa
1. "Sail On" (en directo) (Hansen)

Pistas adicionales de la reedición de 2002
1. "Heroes" (L:Hansen/Scheepers M:Hansen/Scheepers/Schlächter)
2. "Dream Healer" (L:Hansen/Scheepers M:Hansen)
3. "Who Do You Think You Are?" (L:Hansen M:Hansen/Scheepers/Schlachter/Kusch/Wessel)

- "Countdown" no aparece en las versiones en vinilo o en casete de este álbum.
- "Heroes" es una versión diferente de "Changes".
- "Heroes" también aparece en la versión japonesa de Insanity and Genius.
- "Dream Healer" también aparece en el EP On the Future Madhouse.
- "Who Do You Think You Are?" también aparece en la versión europea del EP Heaven Can Wait y en el EP Who Do You Think You Are? .

## Créditos
Gamma Ray
- Kai Hansen - guitarra
- Ralf Scheepers - voces
- Dirk Schlächter - guitarra
- Uwe Wessel - bajo
- Uli Kusch - batería

Músicos invitados
- Piet Sielck, Ralf Köhler y Tommy Newton - coros
- Fritz Randow - caja orquestal en "One With The World"
- Tommy Newton - talkbox en "Countdown" y guitarra rítmica adicional en "Father And Son"